# Зеленодольськ
Зеленодо́льськ — місто в Україні, адміністративний центр Зеленодольської міської громади Криворізького району Дніпропетровської області.

## Географія
Місто лежить на березі водосховища Криворізької ТЕС (Зеленодольське водосховище). З північної частини до міста примикає село Мала Долина. Через місто проходить автомобільна дорога Т 0419. Поруч проходить залізниця, станція Дубки за 3 км. До міста примикають шлаковідстійники Криворізької ТЕС (≈ 3,5 км²). До Криворізької ТЕС веде окрема залізнична гілка, станція Зелене Поле.

## Населення

### Чисельність
Зірочками позначені дані переписів населення, без зірочок — відомості Державного комітету статистики України станом на 1 січня відповідного року.
| 1989*  | 2001*  | 2005   | 2006   | 2007   | 2008   | 2009   | 2010   | 2011   | 2022   |
| ------ | ------ | ------ | ------ | ------ | ------ | ------ | ------ | ------ | ------ |
| 15 355 | 14 792 | 14 323 | 14 258 | 14 225 | 14 243 | 14 216 | 14 200 | 14 134 | 12 692 |

### Національний склад
Розподіл населення за національністю за даними перепису 2001 року:
| Національність  | Відсоток |
| --------------- | -------- |
| українці        | 78,26%   |
| росіяни         | 19,40%   |
| білоруси        | 0,97%    |
| молдовани       | 0,21%    |
| татари          | 0,17%    |
| німці           | 0,13%    |
| вірмени         | 0,12%    |
| інші/не вказали | 0,74%    |

### Мова
Розподіл населення за рідною мовою за даними перепису 2001 року:
| Мова            | Чисельність, осіб | Відсоток |
| --------------- | ----------------- | -------- |
| Українська      | 10 792            | 72,01%   |
| Російська       | 4 114             | 27,45%   |
| Білоруська      | 28                | 0,19%    |
| Вірменська      | 13                | 0,09%    |
| Румунська       | 11                | 0,07%    |
| Болгарська      | 2                 | 0,01%    |
| Німецька        | 2                 | 0,01%    |
| Польська        | 1                 | 0,01%    |
| Інші/Не вказали | 23                | 0,16%    |
| Разом           | 14 986            | 100%     |

## Історія
Історія Зеленодольська тісно пов'язана з будівництвом Криворізької ДРЕС-2, проєкт якої був затверджений Радою Міністрів Української РСР 31 січня 1961 року. Верховна Рада УРСР постановою від 7 жовтня 1961 року затвердила й назву селища — Зеленодольськ. Наприкінці 1961 року будівельники заселили перші тимчасові будинки, було відкрито їдальню та клуб.
3 вересня 2022 року росіяни обстріляли місто та вбили українську дитину.

## Інфраструктура
За радянські часи в місті було споруджено універмаг, гастроном, готель, Палац культури, лікарню на 115 ліжок, амбулаторія, аптеку, дитячу та жіночу консультації. Збудовано дитячий комбінат на 180 місць та дитячі ясла на 60 місць.
У Зеленодольську — три середні школи, одне ПТУ. Також працюють музична школа, Зеленодольська філія Одеського національного політехнічного університету та Криворізька філія Кам'янського енергетичного технікуму, 2 бібліотеки.
На березі водоймища є водна станція, пляж. Діють продовольчі та промтоварні магазини.

## Культура
Осередком культурного життя є Палац культури «Ювілейний». Проводяться міжнародний фестиваль дитячої та юнацької творчості «Дружба», фестиваль естрадних виконавців «Зеленодольський зорепад», у якому беруть участь виконавці не тільки з України, а й з ближнього зарубіжжя. Тисячі містян збирають традиційні святкування Дня Перемоги, Дня Незалежності, Дня енергетика, новорічних та Різдвяних свят, Дня міста.
На базі Палацу культури «Ювілейний» у 1998 році створено хореографічний ансамбль «Зернятко», колектив якого здобув перші премії у телевізійному конкурсі «Крок до зірок» (2003) і міжнародному фестивалі «Звёздный Симеиз» (АРК, 2003), виборов 1 місце на Всеукраїнському конкурсі народної хореографії ім. П. Вірського (2006), став лауреатом міжнародного фестивалю «Від серця до серця» (м. Балатонфюред, Угорщина, 2007) Ансамбль «Зернятко» брав участь у міжнародній зміні «Планета друзів» у МДЦ «Артек» та в Днях миру VI Міжнародного фестивалю «Змінимо світ на краще» (МДЦ «Артек», 2007 р.), учасниками якого були діти 27 країн світу.

## Релігія
В місті знаходяться наступні церкви:
- Храм Святого Василя Великого (ПЦУ) (вул. Спортивна, 4);
- Свято-Петропавлівський храм (вул. Петропавлівська, 8);
- Церква Християн Віри Євангельської (вул. Енергетична, 14);
- Церква Адвентистів сьомого дня (вул. Світанкова, 16/75);
- Зал Царства Свідків Єгови (вул. Світанкова, 2-А);

## Відомі люди
- Банас Юрій Олександрович (1978—2014) — старший сержант Збройних сил України, учасник російсько-української війни.
- Волощук Олександр Миколайович (1972) — український журналіст, письменник, мандрівник, учасник російсько-української війни.
- Стрижак Олексій Володимирович (1982—2021) — молодший сержант Збройних сил України, учасник російсько-української війни.
- Шарпар В'ячеслав Володимирович (1987) — український футболіст.
- Джалілов Руслан Мірзойович (1982) — спринтер-каноїст.

## Місто-партнер
- Со, Франція (2025)[6]

## Галерея

Криворізька ДРЕС-2 (1967)
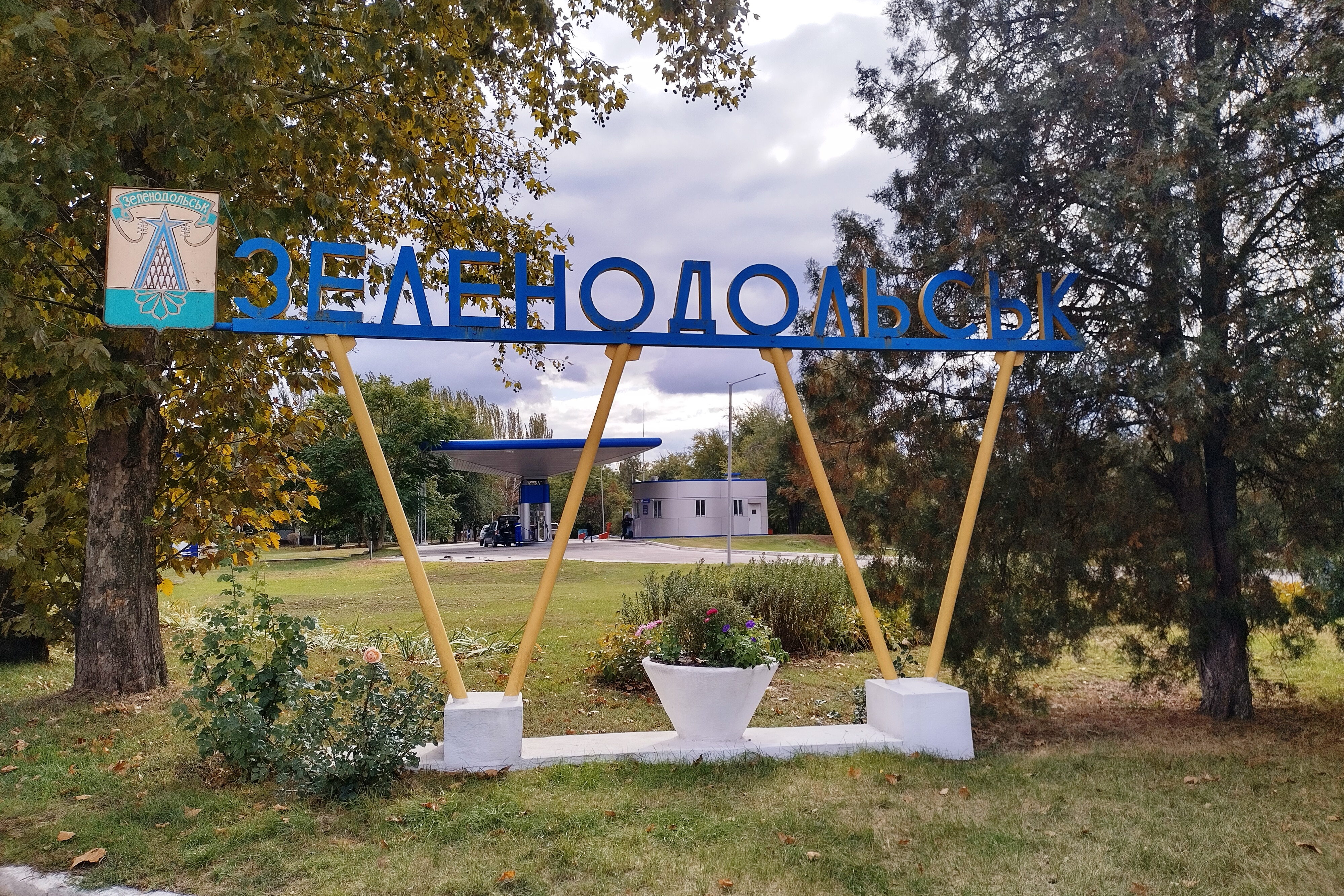
Стела на в'їзді в місто
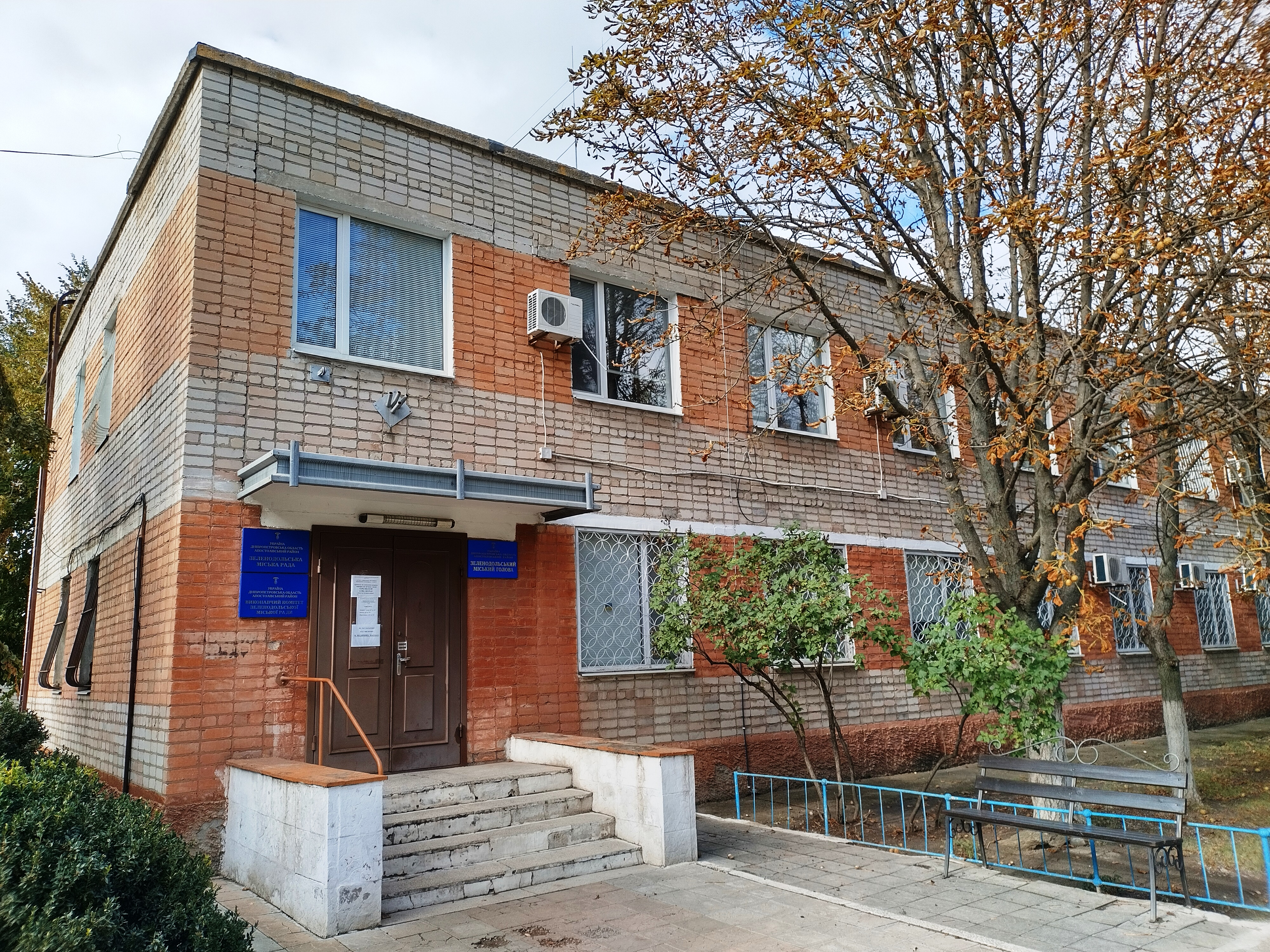
Будівля міської ради
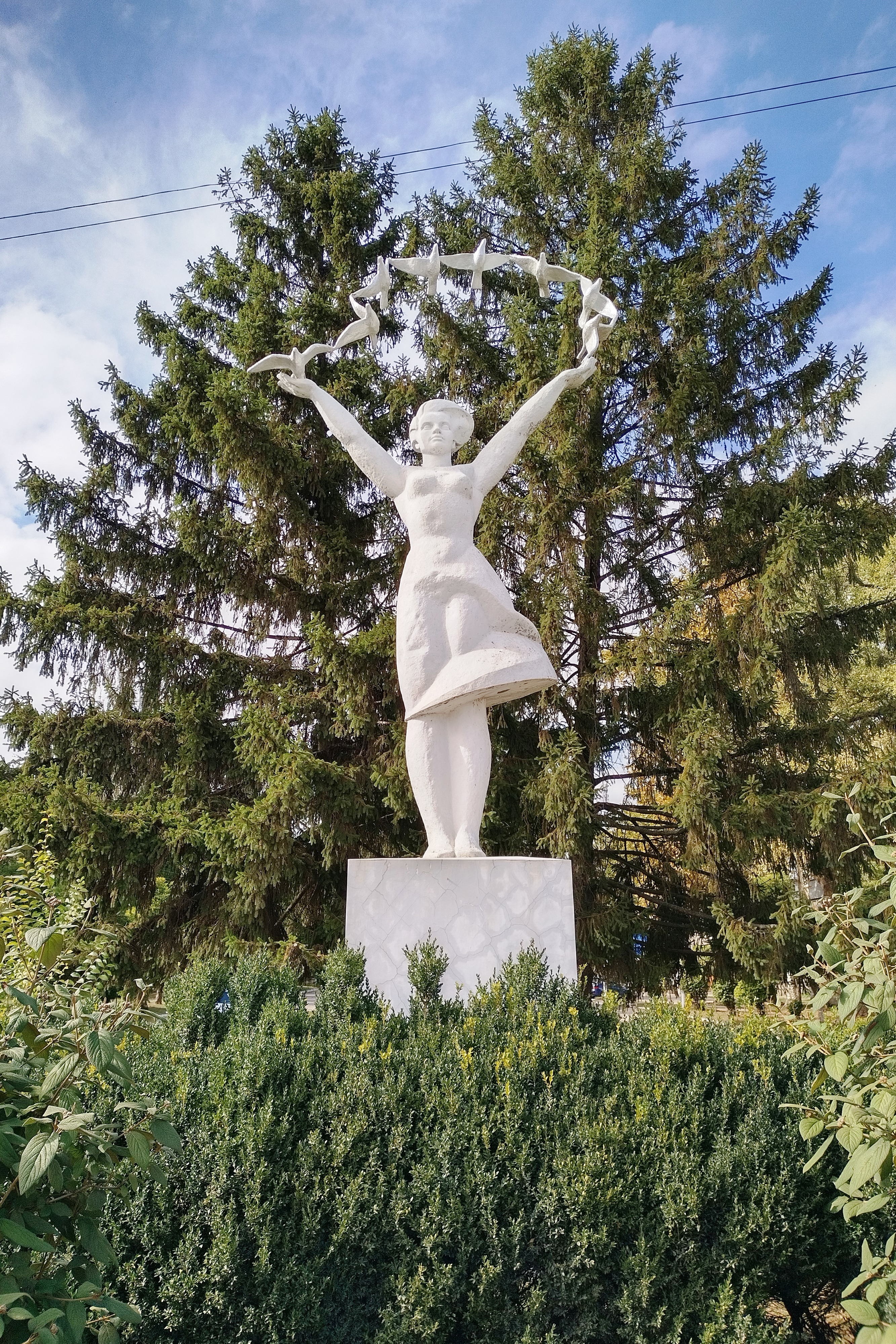
Монумент "Жінка з голубами"